# 莫阿尼亚
莫阿尼亚，是西班牙加利西亚自治区蓬特韦德拉省的一个市镇。 总面积35平方公里，总人口17.887人（2001年），人口密度511人/平方公里。